# Eddy Vanhaerens
Eddy Vanhaerens, né le 23 février 1954 à Thourout, est un coureur cycliste belge.

## Biographie
Professionnel de 1977 à 1988, il a notamment brillé en 1982 en remportant deux étapes du Tour d'Espagne ainsi que le Grand Prix de Denain et le Circuit du Houtland.

## Palmarès

### Palmarès amateur
- 1974
  - Coupe Egide Schoeters
  - 2e du championnat de Belgique sur route militaires
  -  Médaillé de bronze du championnat du monde sur route militaires
- 1975
  - 1re et 2ea étapes du Tour du Limbourg amateurs
  - Championnat des Flandres amateurs
  - 3e du Zesbergenprijs Harelbeke
- 1976
  - Circuit du Westhoek
  - 2e de la Course des chats
  - 2e de la Coupe Egide Schoeters
  - 2e de l'Internatie Reningelst
  - 3e du Circuit des régions flamandes

### Palmarès professionnel
- 1977
  - 3ea étape du Tour de Catalogne
  - 2e du Circuit du Tournaisis
  - 2e du Circuit Mandel-Lys-Escaut
  - 2e du Circuit des bords flamands de l'Escaut
  - 2e de la Coupe Sels
  - 2e du Circuit de l'Escaut
  - 2e du Circuit du Sud-Ouest
  - 3e du Grand Prix Raf Jonckheere
- 1978
  - Circuit du Brabant occidental
  - Londres-Holyhead
  - 3e du Circuit du Tournaisis
  - 3e de la Flèche hesbignonne
  - 3e du Circuit de la région linière
- 1979
  - Grand Prix Raf Jonckheere
  - 2e du Circuit des Ardennes flamandes - Ichtegem
  - 3e de la Maaslandse Pijl
- 1980
  - Grand Prix de Hannut
  - 7e étape des Quatre Jours de Dunkerque
  - Circuit de Niel
  - 2e du Grand Prix Marcel Kint
  - 3e de Blois-Chaville
- 1981
  - 3e du Grand Prix Marcel Kint
  - 8e de Gand-Wevelgem
- 1982
  - Grand Prix de Denain
  - 1re, 2e et 3e étapes du Tour d'Aragon
  - 15ea et 19e étapes du Tour d'Espagne
  - 2e étape du Tour des Pays-Bas
  - Circuit du Houtland
  - 2e de Gand-Wevelgem
  - 2e du Tour d'Aragon
  - 2e du championnat de Belgique sur route
  - 2e du Grand Prix de la ville de Zottegem
  - 3e de À travers la Belgique
- 1983
  - 1re et 5eb étape du Tour d'Aragon
  - Circuit de la région linière
  - Grand Prix Raf Jonckheere
  - Gullegem Koerse
  - 3e du Circuit du Houtland
  - 3e du Grand Prix Marcel Kint
- 1984
  - 3e étape du Tour de Catalogne
  - Grand Prix Raf Jonckheere
  - 3e du Circuit des frontières
- 1985
  - Bruxelles-Ingooigem
  - Championnat des Flandres
  - 3e du Grand Prix de clôture
  - 3e du Grand Prix Raf Jonckheere
- 1986
  - 2e étape du Tour du Danemark
  - 2e du Circuit Escaut-Durme
  - 3e de Bruxelles-Ingooigem
  - 3e du Grand Prix Raf Jonckheere
- 1987
  - 3e du GP Deutsche Weinstrasse

## Résultats sur les grands tours

### Tour d'Espagne
4 participations
- 1979 : abandon (6e étape)
- 1982 : 47e, vainqueur des 15ea et 19e étapes, 3e de classement par points, 2e du classement des sprints
- 1984 : 81e, 2e du classement des sprints
- 1988 : 115e

### Tour d'Italie
1 participation
- 1980 : abandon